# ألبرت غالاتين مارشان
ألبرت غالاتين مارشان هو محامي وسياسي أمريكي، ولد في 27 فبراير 1811، وتوفي في 5 فبراير 1848. نشط حزبياً في الحزب الديمقراطي. وقد انتخب عضو مجلس النواب الأمريكي ‏.